# 방호정
방호정(方壺亭)은 대한민국 전라남도 구례군 산동면 좌사리 및 경상북도 청송군 안덕면 신성리에 있는 정자 건축물이다. 전라남도의 방호정은 1984년 2월 29일 전라남도의 문화재자료 제32호로 지정되었다.

## 전남 구례군의 방호정
암울했던 일제시대의 상황을 시를 지으면서 달래던 곳으로 이 지역 선비들이 1930년에 지은 건물이다.
앞면 3칸 · 옆면 3칸 규모로, 가운데 1칸은 온돌방을 두었고 좌우 양쪽은 마루를 깔았다. 뒷면을 제외한 3면에는 난간을 돌렸다.
지리산 골짜기에 자리잡고 있으며, 한국 전형의 정자 형태를 취하고 있다.

## 경북 청송군의 방호정

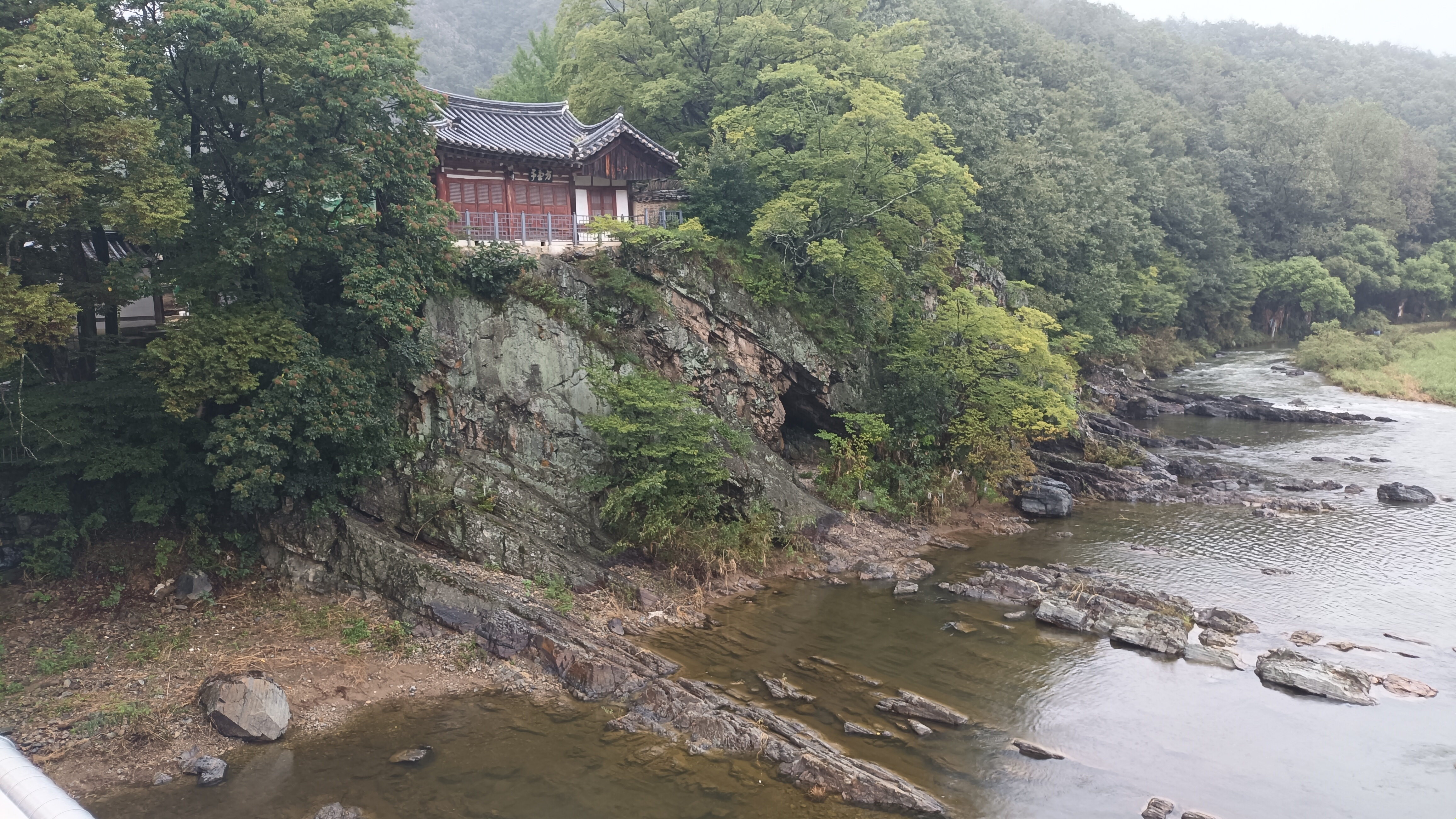
청송군의 방호정과 경상 누층군 사곡층의 모습.

청송군의 방호정은 청송군 안덕면 방호정로 126-24에 위치한다. 안덕면 방호정로 132에 위치한 주차장에서 다리를 건너가면 된다. 사진과 같이 방호정 밑에는 남동쪽으로 기울어 있는 중생대의 퇴적암 지층 경상 누층군 사곡층이 드러나 있다.

## 참고 문헌
- 방호정 - 국가유산청 국가유산포털